# Parafia św. Urbana w Brzeszczach
Parafia pw. św. Urbana w Brzeszczach – parafia rzymskokatolicka znajdująca się w Brzeszczach. Należy do dekanatu Jawiszowice diecezji bielsko-żywieckiej. 

## Historia parafii
Kamień węgielny pod budowę kościoła parafialnego położono w 1874, parafię zaś erygowano w 1904. Budowa trwała ponad 30 lat, czego powodem były trudności formalne, a także finansowe. Ówcześnie wieś liczyła niewiele ponad 2000 mieszkańców, więc wyposażenie gromadzono latami, licząc na darowizny. Pierwszym proboszczem został Julian Migdałek, sprawujący posługę w latach 1904–1925.
Przy parafii swoją działalność prowadzą: Oaza Domowego Kościoła, Oaza, schola oraz chór parafialny.